# Міжнародний турнір з тріатлону 2014 (Дніпропетровськ)
2014 Dnepropetrovsk ETU Sprint Triathlon European Cup — міжнародний турнір з тріатлону, що відбувся в Дніпропетровську 24 травня 2014 року. Це перший турнір з етапів Кубка Європи, що пройшов в Україні. Переможцями стали українські спортсмени Юлія Єлістратова і Єгор Мартиненко.

## Жінки
| Місце | Тріатлоністка        | Країна    | Результат |
| ----- | -------------------- | --------- | --------- |
| 1     | Юлія Єлістратова     | Україна   | 01:00:50  |
| 2     | Матея Шимич          | Словенія  | 01:01:11  |
| 3     | Олександра Кохан     | Україна   | 01:01:37  |
| 4     | Інна Рижих           | Україна   | 01:01:51  |
| 5     | Анна Абдулова        | Україна   | 01:02:26  |
| 6     | Роксолана Іщук       | Україна   | 01:02:35  |
| 7     | Дар'я Федченко       | Україна   | 01:03:18  |
| 8     | Романа Славинець     | Австрія   | 01:04:38  |
| 9     | Олександра Гришина   | Україна   | 01:04:46  |
| 10    | Маргарита Крилова    | Україна   | 01:04:59  |
| 11    | Діана Машевська      | Україна   | 01:05:05  |
| 12    | Ганна Максимова      | Білорусь  | 01:05:16  |
| 13    | Ангеліна Бородіна    | Білорусь  | 01:05:16  |
| 14    | Софія Прийма         | Україна   | 01:05:41  |
| 15    | Ece Calp             | Туреччина | 01:05:45  |
| 16    | Анастасія Давиденко  | Україна   | 01:06:21  |
| 17    | Андреа Теодора Балан | Румунія   | 01:06:46  |
| 18    | Юлія Николенко       | Україна   | 01:07:22  |
| 19    | Катерина Сюткіна     | Україна   | 01:07:30  |
| 20    | Антоанела Манак      | Румунія   | 01:08:24  |
| 21    | Ipek Oztosun         | Туреччина | 01:09:07  |
| 22    | Нона Січінава        | Україна   | 01:11:54  |
| 23    | Олена Сусол          | Україна   | 01:12:43  |
| 24    | Анастасія Буракевич  | Україна   | 01:13:31  |
| 25    | Марія Великотська    | Україна   | 01:15:38  |

Найкращі результати на кожному етапі:
| Вид спорту | Тріатлоністка     | Результат |
| ---------- | ----------------- | --------- |
| Плавання   | Ангеліна Бородіна | 00:10:26  |
| Велоетап   | Анна Абдулова     | 00:30:49  |
| Біг        | Юлія Єлістратова  | 00:17:28  |

## Чоловіки
| Місце | Тріатлоніст         | Країна     | Результат |
| ----- | ------------------- | ---------- | --------- |
| 1     | Єгор Мартиненко     | Україна    | 00:52:30  |
| 2     | Сергій Кохан        | Україна    | 00:53:26  |
| 3     | Данило Сапунов      | Україна    | 00:53:33  |
| 4     | Александре Нобре    | Португалія | 00:53:39  |
| 5     | Томаш Свобода       | Чехія      | 00:53:40  |
| 6     | Матеуш Казмерчак    | Польща     | 00:53:41  |
| 7     | Дмитро Маляр        | Україна    | 00:53:44  |
| 8     | Олександр Василевич | Білорусь   | 00:53:51  |
| 9     | Олексій Сюткін      | Україна    | 00:53:58  |
| 10    | Антон Вітолін       | Україна    | 00:54:02  |
| 11    | Іван Іванов         | Україна    | 00:54:14  |
| 12    | Роман Главатський   | Україна    | 00:54:20  |
| 13    | Матія Лукіна        | Хорватія   | 00:54:40  |
| 14    | Михайло Климко      | Україна    | 00:54:44  |
| 15    | Максим Крят         | Казахстан  | 00:54:52  |
| 16    | Віктор Альошин      | Росія      | 00:54:59  |
| 17    | Дмитро Олійник      | Україна    | 00:55:07  |
| 18    | Антон Блохін        | Білорусь   | 00:55:29  |
| 19    | Мілан Томін         | Сербія     | 00:55:50  |
| 20    | Віктор Генчіков     | Україна    | 00:55:59  |
| 21    | Іван Пістоль        | Україна    | 00:56:24  |
| 22    | Олександр Рожков    | Україна    | 00:56:52  |
| 23    | Олександр Дахно     | Білорусь   | 00:57:25  |
| 24    | Алі Атлан           | Туреччина  | 00:57:31  |
| 25    | Матія Кривець       | Хорватія   | 00:58:07  |
| 26    | Назарій Дорош       | Україна    | 00:58:33  |
| 27    | Юліан Дем'янов      | Україна    | 00:58:50  |
| 28    | Костянтин Федоров   | Україна    | 00:59:16  |
| 29    | Сергій Костенко     | Україна    | 00:59:54  |
| 30    | Сергій Гераймович   | Україна    | 01:00:04  |
| 31    | Ярослав Озюменко    | Україна    | 01:00:08  |
| 32    | Ігор Доненко        | Україна    | 01:00:45  |
| 33    | Артем Лемешко       | Україна    | 01:02:48  |
| 34    | Віталій Мусієнко    | Україна    | 01:02:59  |
| 35    | Олександр Садчиков  | Україна    | 01:03:21  |
| 36    | Станіславс Вайпанс  | Латвія     | 01:04:43  |
| 37    | Ярослав Черненко    | Україна    | 01:05:07  |
| 38    | Сергій Бадяк        | Україна    | 01:07:50  |
| DNF   | Сергій Курочкін     | Україна    |           |
| DNF   | Артур Шевчук        | Україна    |           |
| DNF   | Андрій Майстренко   | Україна    |           |
| DNF   | Андрій Шокерєв      | Україна    |           |

Найкращі результати на кожному етапі:
| Вид спорту | Тріатлоніст    | Результат |
| ---------- | -------------- | --------- |
| Плавання   | Данило Сапунов | 00:09:31  |
| Велоетап   | Сергій Кохан   | 00:26:25  |
| Біг        | Томаш Свобода  | 00:15:11  |